# 26-й окремий спеціальний моторизований батальйон міліції (СРСР)
26-й окремий спеціальний моторизований батальйон міліції (в/ч 5446) — формування Внутрішніх військ МВС СРСР, яке існувало у 1966—1992 роках.

## Історія
30 вересня 1966 року у відповідності до рішення уряду СРСР в Луганську почали формувати 26-й окремий спеціальний моторизований батальйон міліції (в/ч 5446).
Військовослужбовці батальйону воювали в Афганістані. У 1986 році залучалися до ліквідації аварії у Чорнобилі.
В 1989—1990 роках батальйон брав участь в бойових діях в Абхазькій АРСР і Нагірно-Карабаській автономній області. Зокрема, у липні-жовтні 1990 року діяв в районі населених пунктів Аскеран і Ходжали.
Указом Президії Верховної ради УРСР № 1465-XII від 30.08.1991 року переданий до складу ВВ МВС України.[неавторитетне джерело] На його фондах було сформовано 13-й полк Національної гвардії України (в/ч 4113).